# Firminópolis
| Firminópolis                 | Firminópolis                         |
| ---------------------------- | ------------------------------------ |
|                              |                                      |
| Wappen                       | Flagge                               |
| Wappen von Firminópolis      | Flagge von Firminópolis              |
| Karten                       |                                      |
|                              |                                      |
| Basisdaten                   |                                      |
| Staat:                       | Brasilien (BRA)                      |
| Bundesstaat:                 | Goiás (GO)                           |
| Mesoregion:                  | Zentral-Goiás                        |
| Mikroregion:                 | Anicuns (GO)                         |
| Geografische Lage:           | 16° 35′ S, 50° 18′ W                 |
| Distanz zu Goiânia:          | 118 km                               |
| Zeitzone:                    | UTC−3 Sommer: UTC−2                  |
| Höhe:                        | 685 m                                |
| Fläche:                      | 406,109 km²                          |
| Einwohner:                   | 11.603                               |
| Bevölkerungsdichte:          | 28,6 Einwohner / km²                 |
| Telefonvorwahl:              | +5562                                |
| Postleitzahl (CEP):          | 76105-000                            |
| Adresse der Stadtverwaltung: |                                      |
| Offizielle Website:          | firminopolis.go.gov.br               |
| Jahrestag:                   | 7. Oktober                           |
| Gemeindegründung:            | 1948                                 |
| Politik                      |                                      |
| Stadtpräfekt:                | Jorge José de Souza (PP) (2017–2020) |

Firminópolis ist eine brasilianische, politische Gemeinde im Bundesstaat Goiás in der Mesoregion Zentral-Goiás und in der Mikroregion Anicuns. Sie liegt westsüdwestlich der brasilianischen Hauptstadt Brasília und westlich von Goiânia, der Hauptstadt des Bundesstaates.
Zur Gemeinde Firminópolis gehört auch die Ortschaft Novo Planalto.

## Geographische Lage
Das Territorium von Firminópolis grenzt
- von Nord bis Ost an die Gemeinde Turvânia
- im Süden an Palminópolis und São João da Paraúna
- im Westen an Aurilândia
- im Nordwesten an São Luís de Montes Belos

## Geschichte
Um 1933 versammelten sich am Sonntagmorgen jeweils die Einwohner der Region bei der Fazenda Santo Domingo zum katholischen Gottesdienst. Durch eine territoriale Spende von Manoel Firmino dos Santos entstand eine Siedlung, beginnend mit dem Bau der Kapelle Nossa Senhora da Guia, gewidmet der lokalen Schutzherrin. Mit der Ankunft der Familien Araujo, Borges und Machado, die wegen der Fruchtbarkeit des Bodens angezogen wurden, erfuhr das Dorf eine bemerkenswerte Entwicklung. Zu Ehren des Spenders, Manoel Firmino dos Santos, wurde die Siedlung Firminópolis getauft.
Per 26. April 1948 wurde Firminópolis zu einem Distrikt der Gemeinde Paraúna erklärt. Per Staatsgesetz Nr. 174 wurde Firminópolis per 7. Oktober 1948 durch Abtrennung von Paraúna zur eigenständigen Gemeinde erhoben.